# Вудбрідж Тауншип (Нью-Джерсі)
Вудбрідж Тауншип (англ. Woodbridge Township) — селище (англ. township) в США, в окрузі Міддлсекс штату Нью-Джерсі. Населення — 103 639 осіб (2020).

## Демографія
Згідно з переписом 2010 року, у селищі мешкало 99 585 осіб у 34 615 домогосподарствах у складі 25 752 родин. Було 36124 помешкання
Расовий склад населення:
| - 59,2 % — білих - 22,4 % — азіатів - 9,9 % — чорних або афроамериканців - 0,3 % — корінних американців - 5,3 % — осіб інших рас |

До двох чи більше рас належало 2,9 %. Частка іспаномовних становила 15,6 % від усіх жителів.
За віковим діапазоном населення розподілялося таким чином: 21,6 % — особи молодші 18 років, 65,8 % — особи у віці 18—64 років, 12,6 % — особи у віці 65 років та старші. Медіана віку мешканця становила 38,6 року. На 100 осіб жіночої статі у селищі припадало 98,9 чоловіків;  на 100 жінок у віці від 18 років та старших — 98,0 чоловіків також старших 18 років.
Середній дохід на одне домашнє господарство  становив 92 915 доларів США (медіана — 79 720), а середній дохід на одну сім'ю — 103 696 доларів (медіана — 91 275). Медіана доходів становила 61 761 долар для чоловіків та 50 310 доларів для жінок. За межею бідності перебувало 6,3 % осіб, у тому числі 8,9 % дітей у віці до 18 років та 6,2 % осіб у віці 65 років та старших.
Цивільне працевлаштоване населення становило 48 879 осіб. Основні галузі зайнятості: освіта, охорона здоров'я та соціальна допомога — 21,6 %, науковці, спеціалісти, менеджери — 14,3 %, роздрібна торгівля — 13,3 %.